# Game Winner
Ein Game Winner (engl., zu Deutsch wörtlich „Siegestreffer“) ist ein spielentscheidender Wurf im Basketball.
Der Game Winner ist ein Wurf, der die endgültige Entscheidung eines Spiels herbeiführt; er erfolgt in engen Spielen sehr häufig erst in den letzten Spielsekunden oder gar mit der Schlusssirene (dies nennt man einen Buzzer Beater). Für solch entscheidende Würfe sind Spieler wie Michael Jordan, Reggie Miller, Kobe Bryant, Robert Horry und Larry Bird bekannt.
Es gilt jedoch zu unterscheiden zwischen einem Game Winner und einem Wendepunkt im Spiel. So kann ein wichtiger Korberfolg Mitte des 3. Viertels, der für einen kräftigen Motivationsschub innerhalb der Mannschaft sorgt, ein Wendepunkt in der Partie sein, ist aber keinesfalls ein Game Winner.